# پزو دومینیکن
پزو دومینیکن (به انگلیسی: Dominican peso) (به اسپانیایی: peso dominicano) با کد ایزوی DOP، یکای پول رایج در کشور جمهوری دومنیکن است. هر پزو به صد سنتاوو بخش می‌شود. مسئولیت کنترل این یکای پول بر عهدهٔ بانک مرکزی جمهوری دومنیکن قرار دارد.

## تاریخچه
پزو دومینیکن در پی جنگ استقلال دومینیکن از هائیتی در سال ۱۸۴۴ معرفی و جایگزین گورد هائیتی شد. در سال ۱۹۳۷ به فرمان رافائل لئونیداس تروخیو، رییس‌جمهور وقت به عنوان تنها یکای پول رسمی شناخته شد.